# ファスター・プッシーキャット
ファスター・プッシーキャット（Faster Pussycat）は、カリフォルニア州ロサンゼルス出身のハードロックバンドで、1985年にボーカリストのテイム・ダウン、ギタリストのブレント・マスカットとグレッグ・スティール、ベーシストのケリー・ニッケルズによって結成され1980年代後半に活躍した。
彼らは1980年代後半から1990年代初頭にかけて最も成功したハードロックバンドのひとつであり、世界中で200万枚以上のレコードセールスを記録している。
バンド名の由来は、ラス・メイヤー監督の映画『ファスター・プシィキャット!キル!キル!』。

## 来歴
カリフォルニア州ロサンゼルスで結成され、エレクトラ・レコードとの契約を得て、1987年にデビュー・アルバム『Faster Pussycat』発表。セカンド・アルバム『Wake Me When It's Over』（1989年）からは、シングル「House of Pain」が全米28位のヒットとなった。1993年に解散。
2001年に再結成され、ポイズンやシンデレラと共にツアーを行う。2006年、14年ぶりのオリジナル・アルバム『The Power and the Glory Hole』発表。

## メンバー

### 現メンバー
- テイム・ダウン - ボーカル (1985年-1993年、2001-現在)
- ダニー・ノーダール - ベース、バックボーカル (2001-現在)
- チャド・スチュワート - ドラム、バックボーカル (2001-現在)
- サム・バム・コルトゥン - ギター、バックボーカル (2019-現在)
- キーラン・ロバートソン - ギター (2023-現在-)

### 元メンバー
- ブレント・マスカット - ギター、バックボーカル (1985年-1993年、2001年-2005年、2015年)
- グレッグ・スティール - ギター、バックボーカル (1985年-1993年、2001年、2015年)
- マーク・マイケルズ - ドラム、バックボーカル (1985年-1990年)
- ウォルト・"ウォルタ"・アダムス - ベース (1985年-1986年)
- ケリー・ニッケルズ - ベース (1986年-1987年)
- エリック・ステイシー - ベース、バックボーカル (1987年-1993年、2015年)
- ブレット・ブラッドショー - ドラム、バックボーカル (1990年-1993; 2021年死去)
- アーロン・アベリラ - ベース (1993年-)
- エリック・グリフィン
- マイケル・トーマス - ギター (2005年-2010年)
- エース・フォン・ジョンソン - ギター (2010年-2020年)
- クリスチャン・サイモン - ギター (2001年-2021年)
- ロニー・シモンズ - ギター (2021年-2023年)
- ミハイロ・ルキッチ - ギター (2023年)

## ディスコグラフィ

### アルバム
- Faster Pussycat (1987)
- Wake Me When It's Over (1989)
- Whipped! (1992)
- The Power and the Glory Hole (2006)

### EP
- Live and Rare (1990)
- Belted, Buckled and Booted (1992)

### コンピレーション
- Between the Valley of the Ultra Pussy (2001)
- Greatest Hits: Faster Pussycat (2003)